# Gert-Jan Segers

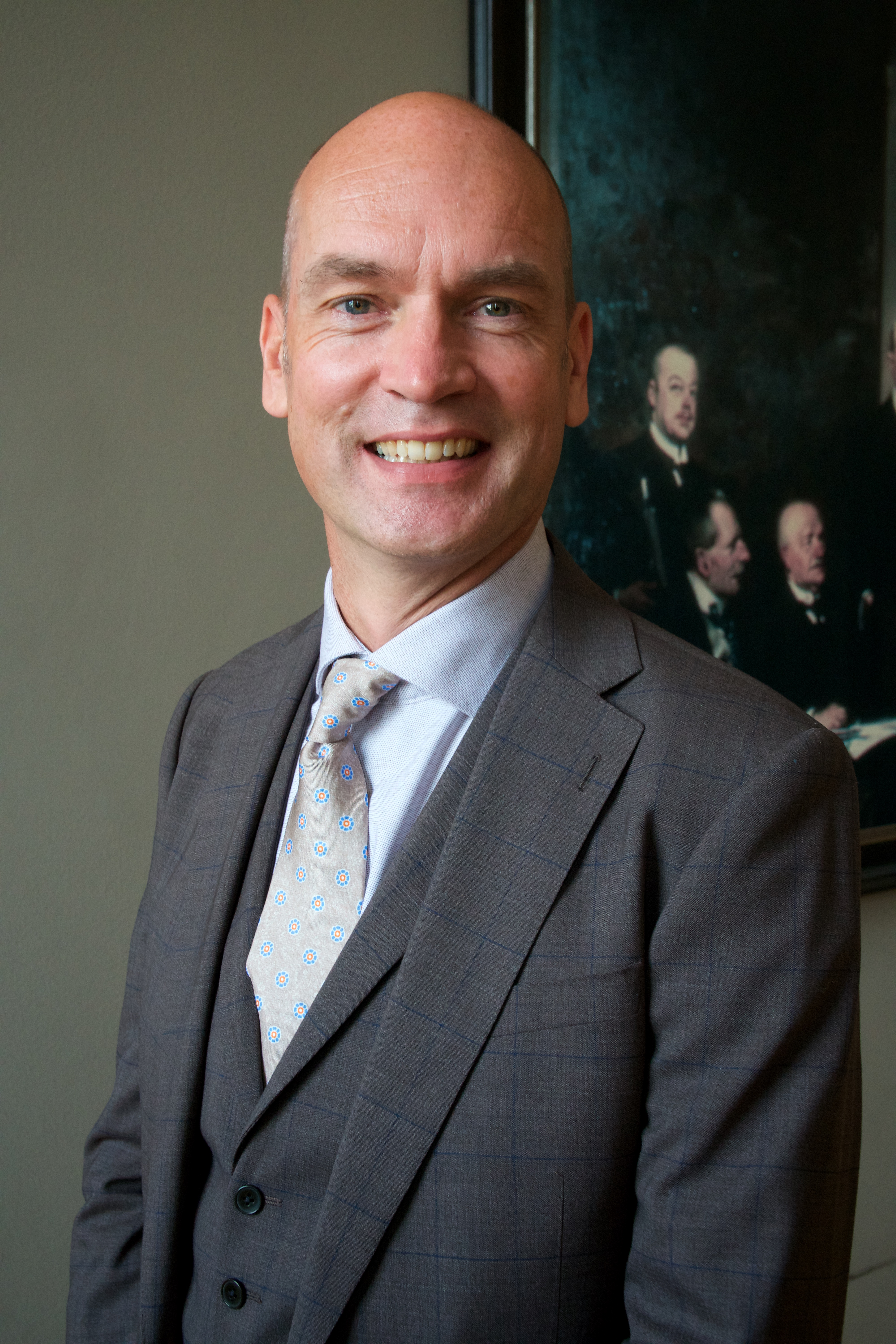
Gert-Jan Segers

Gert Jan Maarten „Gert-Jan“ Segers (* 9. Juli 1969 in Lisse) ist ein niederländischer Politiker (CU) und Autor. Er ist seit 2012 Abgeordneter der Zweiten Kammer und seit 2015 Fraktionsvorsitzender sowie Parteiführer der ChristenUnie.

## Leben
Nach seinem Studium der Politikwissenschaften an der Universität Leiden arbeitete Segers von 1994 bis 1999 als Fraktionsmitarbeiter der calvinistisch-konservativen Reformatorische Politieke Federatie (RPF) in der Zweiten Kammer. Die RPF ging 2003 in der ChristenUnie auf, der Segers seither angehört. Von 1999 bis 2000 war er als Radiojournalist beim Evangelische Omroep tätig.
Anschließend ging er als Missionar nach Ägypten, wo er bis 2007 ein christliches Studien- und Ausbildungszentrum des Gereformeerde Zendingsbond (GZB) in Kairo leitete. Dann absolvierte er ein Masterstudium der Internationalen Public Policy an der Paul H. Nitze School of Advanced International Studies der Johns Hopkins University in Washington, D. C. Von 2008 bis 2012 war Segers Direktor der Mr. G. Groen van Prinstererstichting, der parteinahen Stiftung der ChristenUnie.
Er leitete die Wahlkampagne seiner Partei zur Parlamentswahl 2012, bei der er auch selbst als Abgeordneter in die Zweiten Kammer der Niederlande gewählt wurde. Seit dem 10. November 2015 ist Segers als Nachfolger von Arie Slob neuer Fraktionsvorsitzender der ChristenUnie. Als Kolumnist schreibt er für die niederländische Zeitung Nederlands Dagblad und verfasste zwei Romane sowie zwei Sachbücher. Segers ist verheiratet und hat drei Kinder.

## Werke (Auswahl)
- 2000: Overwinteren, Roman. ISBN 978-9023990314.
- 2009: Twee broers en een meisje met geel haar, Roman. ISBN 978-90-239-1354-2.
- 2009: Voorwaarden voor vrede: De komst van de islam, de integratie van moslims en de identiteit van Nederland. ISBN 978-9058814401.
- 2012: Wat christenen geloven en moslims niet begrijpen, (gemeinsam mit Marten de Vries). ISBN 978-9023920427.
- 2016: Hoop voor een verdeeld land. Amsterdam, Uitgeverij Balans. ISBN 978-94-6003-191-5.